# 412 př. n. l.

## Narození
- Díogenés ze Sinópé – antický filosof (jedno z možných dat narození)

## Hlava státu
- Perská říše – Dareios II. (423 – 404 př. n. l.)
- Egypt – Dareios II. (423 – 404 př. n. l.)
- Bosporská říše – Satyrus (433 – 389 př. n. l.)
- Sparta – Pleistonax (458 – 409 př. n. l.) a Ágis II. (427 – 399 př. n. l.)
- Athény – Cleocritus (413 – 412 př. n. l.) » Callias Scambonides (412 – 411 př. n. l.)
- Makedonie – Archeláos (413 – 399 př. n. l.)
- Epirus – Tharrhypas (430 – 392 př. n. l.)
- Odryská Thrácie – Seuthes I. (424 – 410 př. n. l.)
- Římská republika – konzulové Q. Fabius Vibulanus Ambustus a C. Furius Pacilus (412 př. n. l.)
- Kartágo – Hannibal Mago (440 – 406 př. n. l.)